# Gollom
Gollom (auch: Golom, Goualam) ist ein Dorf in der Landgemeinde Gazaoua in Niger.

## Geographie
Das von einem traditionellen Ortsvorsteher (chef traditionnel) geleitete Dorf liegt am rechten Ufer des Trockentals Goulbi May Farou. Es befindet sich rund 22 Kilometer südöstlich des Hauptorts Gazaoua der gleichnamigen Landgemeinde und des gleichnamigen Departements Gazaoua, das zur Region Maradi gehört. Zu den Siedlungen in der näheren Umgebung von Gollom zählen Assaya im Nordwesten, Birnin Guéza im Norden, Aïkawa im Nordosten, Romaza im Südosten und Birnin Kouka im Südwesten. Etwa fünf Kilometer südlich von Gollom verläuft die Staatsgrenze zu Nigeria.
Gollom ist Teil der Übergangszone zwischen Sahel und Sudan. Die durchschnittliche jährliche Niederschlagsmenge beträgt hier zwischen 400 und 500 mm.

## Geschichte
Zur Sicherung der Bewässerungsfeldwirtschaft in Gollom wurden im Jahr 2014 auf einer Fläche von 75 Hektar Dünen befestigt.

## Bevölkerung
Bei der Volkszählung 2012 hatte Gollom 886 Einwohner, die in 129 Haushalten lebten. Bei der Volkszählung 2001 betrug die Einwohnerzahl 568 in 79 Haushalten und bei der Volkszählung 1988 belief sich die Einwohnerzahl auf 929 in 126 Haushalten.
Die Zone entlang des Trockentals gehört zu den am dichtesten besiedelten und zugleich zu den ärmsten Nigers, mit erhöhter Unterernährung.

## Wirtschaft und Infrastruktur
In der Gegend von Gollom hat der Maniok-Anbau eine lange Tradition. Es werden außerdem die Zwiebelsorten Blanc de Soumarana und Violet de Galmi kultiviert.
Es gibt eine Schule im Dorf. In Gollom endet die 25,6 Kilometer lange Landstraße RR4-005, die in Maïfarou an der Nationalstraße 20 beginnt.